# Albrecht V (książę Meklemburgii)
Albrecht V (zm. 16 października 1423 r.) – książę Meklemburgii-Schwerin od 1412 r.
Był jedynym synem księcia Meklemburgii-Schwerin Albrechta III, który do 1389 r. był także królem Szwecji. Jego matką była druga żona Albrechta, Agnieszka, córka księcia Brunszwiku i Lüneburga Magnusa II. Na tron meklemburski wstąpił po śmierci ojca w 1412 r. Rządy dzielił z kuzynem Janem IV, a po jego śmierci w 1422 r. z jego synami, Henrykiem V Grubym i Janem V.
Żoną Jana IV była Małgorzata, córka margrabiego Brandenburgii Fryderyka I. Jan zmarł nie pozostawiwszy potomstwa, Małgorzata zaś ponownie wyszła za mąż za księcia Bawarii-Ingolstadt Ludwika VIII. 